# Pleo

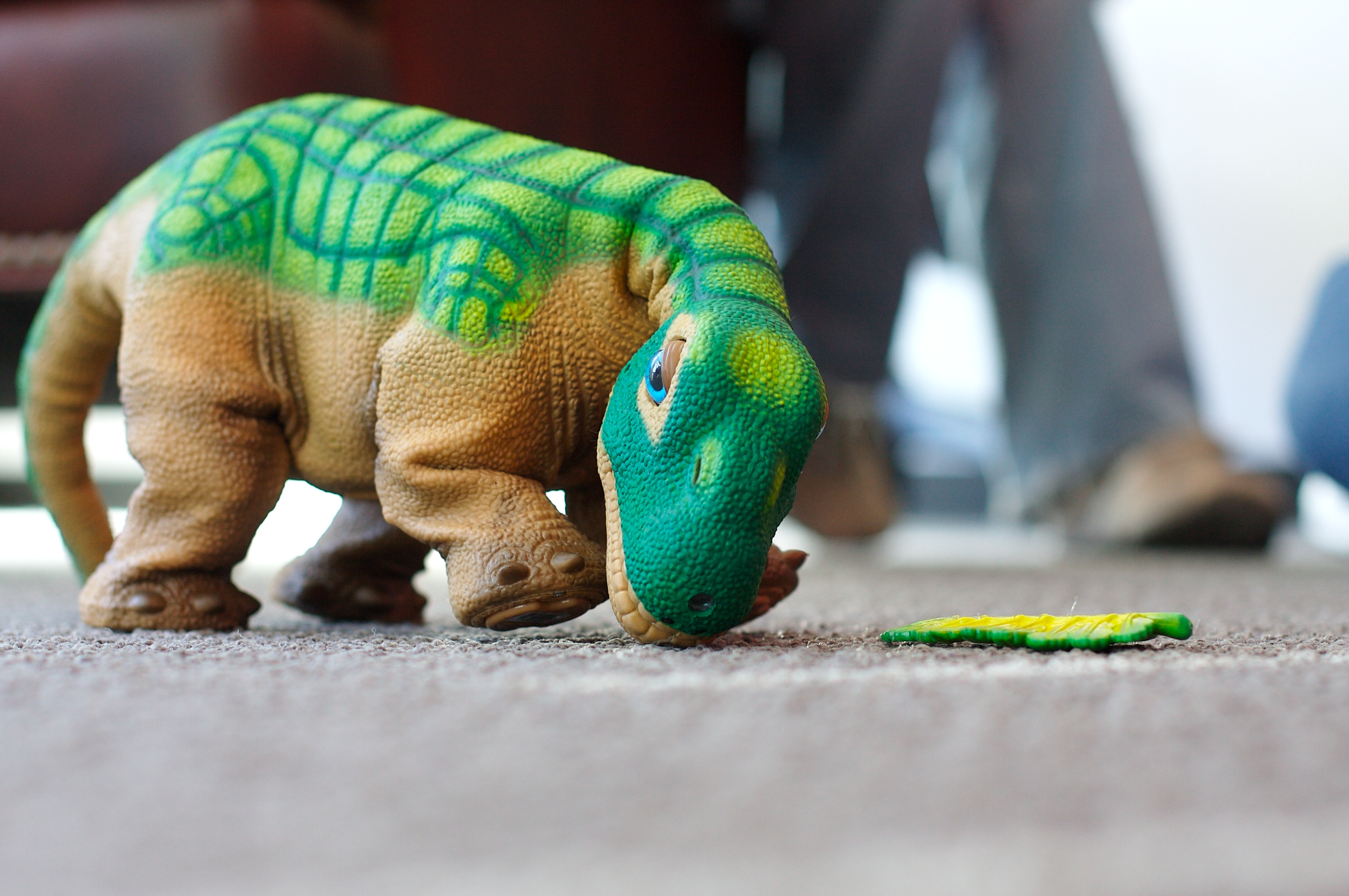
Leksaksroboten Pleo.

Pleo är en autoanimatronisk leksaksrobot som liknar en dinosaurunge av arten Camarasaurus. Pleo är utvecklad av Caleb Chung på Ugobe, som även utvecklade Furby.
Pleo är den första varelsen från Ugobe. Pleo förväntades släppas i det tredje kvartalet år 2006, men problem med batterier och annan hårdvara innebar stora förseningar. Så kallade "first hatch" Pleos, det vill säga de 2000 första som producerades för detaljhandeln, levererades 5 december 2007. Ugobe lovade att den 15 december 2007 komma ut med en uppdatering för Pleo som kan laddas ner och installeras via USB eller SD-kort. Pleo säljs i leksaksbutiker.

## Funktioner
Pleo kan leka och visa känslor som glädje och rädsla. Den går att vidareutveckla.